# Naturschutzgebiet Teterower Heidberge
Das Naturschutzgebiet Teterower Heidberge ist ein Naturschutzgebiet in den Teterower Heidbergen in Mecklenburg-Vorpommern. Die umliegenden Ortschaften sind Thürkow, Teterow und Appelhagen. Die rechtliche Festsetzung des 200 Hektar umfassenden Gebietes erfolgte am 7. September 1990 mit dem Ziel, einen Laubwald mit eingestreuten Kesselmooren und angrenzendem Grünland zu erhalten.
Der Gebietszustand wird als gut eingestuft, auch wenn die Kesselmoore teilweise noch entwässert werden und die öffentliche Nutzung als Naherholungsgebiet zu Beeinträchtigungen führt. Mehrere Wanderwege ermöglichen das Betreten. Südöstlich grenzt der Teterower Bergring unmittelbar an das Gebiet.

## Geschichte
Das Gebiet entstand durch die letzte Eiszeit. Der Gletscher schob, aus Nordosten kommend, reliefreiche Stauchmoränen auf, die heute als bis zu 100 Meter hohe Wälle in Abständen von 200 Metern das Naturschutzgebiet teilen. Dazwischen liegende abflusslose Senken vermoorten nach Abtauen des Eises.
Für den Raum Teterow ist die menschliche Besiedlung seit der Jungsteinzeit belegt. Die Hanglagen im heutigen Schutzgebiet erschwerten jedoch die Nutzung. Die Wiebekingsche Karte aus dem Jahr 1786 zeigt die Flächen bewaldet. Eine naturnahe Bewirtschaftung erfolgte jahrhundertelang durch das Gut Appelhagen bis 1945 als sog. Appelhäger Forst. Mit der Bodenreform wurde der Wald unter Neubauern aufgeteilt, die jedoch kaum Holz einschlugen. Die Heidberge waren militärisches Übungsgelände in den Jahren 1977 bis 1989. Durch die geringe forstliche Nutzung sind die Flächen heute mit einem Naturwald vergleichbar. Nördlich anschließende Trockenhänge wurden als Hutung genutzt: Ein Schäfer aus Teterow trieb Ziegen in die Heidberge.

## Pflanzen- und Tierwelt

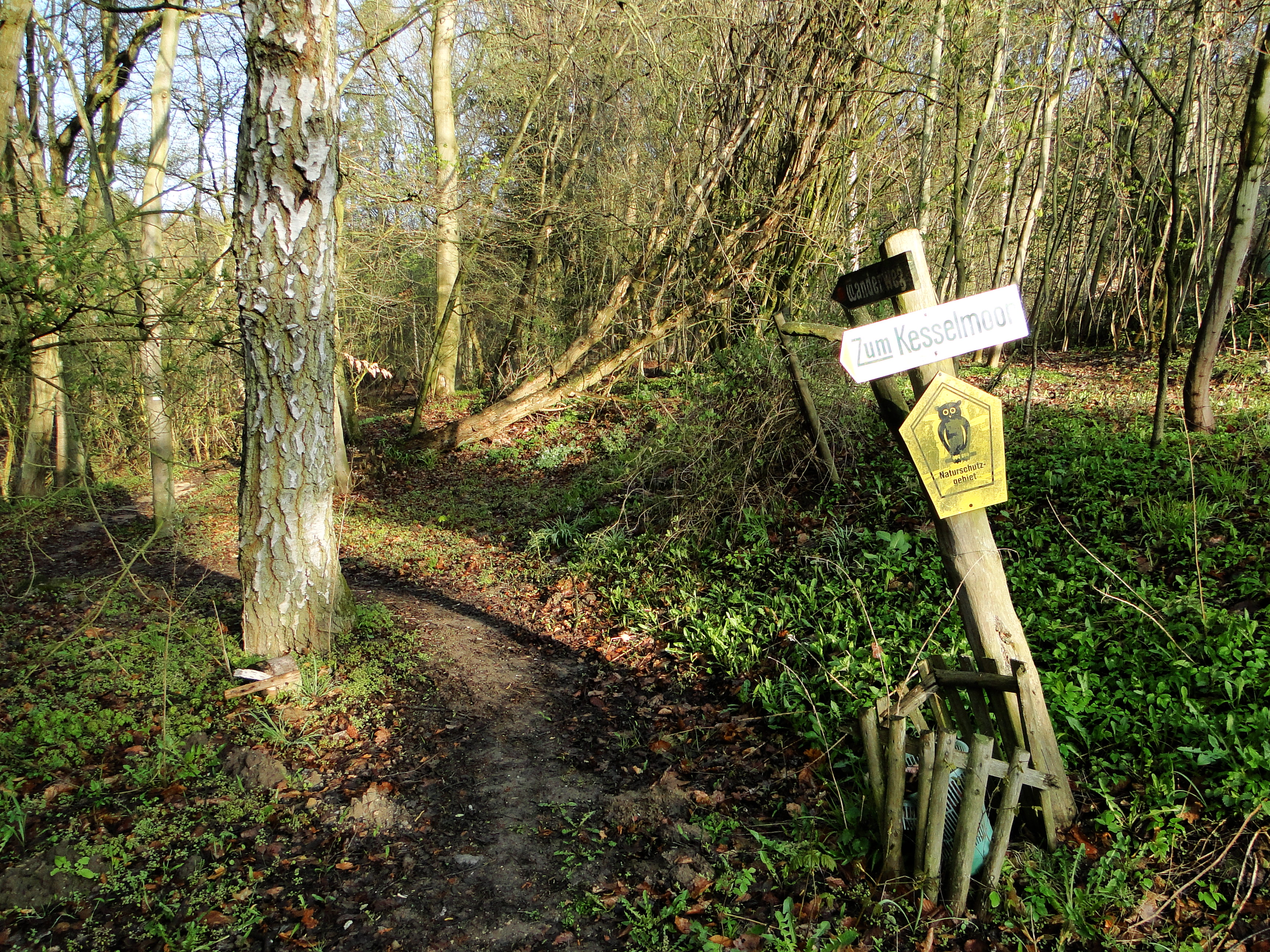
Wanderweg zu einem der Kesselmoore

Auf dem überwiegenden Teil der Schutzgebietsflächen stockt Waldmeister-Rotbuchenwald. In den feuchteren nördlichen Bereichen geht dieser in Eschen-Buchewald über. Hervorhebenswerte Arten sind Lungenkraut, Ährige Teufelskralle, Wolliger Hahnenfuß, Einbeere, Sprossender Bärlapp und Waldhyazinthe. In quelligen Bereichen wachsen Milzkraut und Schaumkraut. Mehrere Kesselmoore in unterschiedlichen Entwicklungsstadien sind eingestreut. Typische Arten sind dort Schlammsegge, Moosbeere, Rundblättriger Sonnentau und Rosmarinheide.
Die ehemalige Hutungen am Ostrand bedeckt Halbtrockenrasen. Bemerkenswert sind Zittergras und Golddistel. Es wurden 237 Pilzarten nachgewiesen.
In der Amphibienfauna stechen Grasfrosch, Moorfrosch, Rotbauchunke und Erdkröte hervor. Im Gebiet brüten 72 Vogelarten, darunter Schreiadler, Kranich, Seeadler, Waldschnepfe, Schwarzspecht, Grünspecht, Buntspecht, Kleinspecht, Wendehals und Zwergschnäpper.
Auf den Grünlandflächen findet sich der Wachtelkönig und die Bekassine.

## Eigentumsverhältnisse
Die Flächen des Naturschutzgebietes werden von der Stiftung Umwelt- und Naturschutz M-V verwaltet.